# 大原重明
大原 重明（おおはら しげあきら、1883年（明治16年）12月31日 - 1961年（昭和36年）2月20日）は、日本の雅楽家、政治家、華族。貴族院伯爵議員。

## 経歴
東京府で伯爵・大原重朝の三男として生まれる。学習院を経て、1907年（明治40年）東京帝国大学文科大学国文科を卒業した。父の死去に伴い、1918年（大正7年）12月28日、伯爵を襲爵した。
郢曲を綾小路有良に、箏・琵琶を豊原喜秋に、篳篥を安倍季節にそれぞれ師事した。1909年（明治42年）宮内省歌御会講頌御人数に任じられ、御歌所参候、歌御会始講頌などを務め、1950年（昭和25年）の歌会始まで披講、講頌の役をほぼ毎年担った。
1922年（大正11年）5月11日、貴族院伯爵議員補欠選挙に当選し、研究会に属して活動し1925年（大正14年）7月9日まで1期在任した。その他、維新史料編纂会補助員、臨時帝室編修官補、大喪使祭官、皇太后大喪儀祭官副長などを務めた。

## 著作
- 『歌会の作法』郢曲会、1927年。

## 親族
- 母 大原今子（裏松勲光長女）[1][8]
- 妻 大原芳子（藤堂高義長女）[1]
- 弟 秋田重季（秋田映季養子）・柳原博光（柳原義光養子）[1]